# Paramphithoe lingbergi
Paramphithoe lingbergi är en kräftdjursart som först beskrevs av Gurjanova 1938.  Paramphithoe lingbergi ingår i släktet Paramphithoe och familjen Epimeriidae. Inga underarter finns listade i Catalogue of Life.